# Karim Haggui
Karim Haggui (in arabo كريم حقي‎?; Kasserine, 20 gennaio 1984) è un ex calciatore tunisino, di ruolo difensore.

## Carriera
Ha esordito nel campionato tunisino nel 2000, con l'Étoile Sportive du Sahel, squadra di Susa. Dopo quattro stagioni viene ceduto (2004) allo Strasburgo. Dopo i Mondiali 2006, il Bayer Leverkusen lo mette sotto contratto.
Con la Nazionale tunisina ha partecipato al campionato del mondo 2006 in Germania.
Alla fine della stagione 2014-2015 lascia lo Stoccarda, per firmare un contratto biennale con il Fortuna Düsseldorf di cui diviene anche il capitano.